# 柴田・桜井・やすとものスラスラ水曜日
柴田・桜井・やすとものスラスラ水曜日（しばた・さくらい・やすともの-すいようび）は、ABCラジオ（朝日放送）で2000年4月から2010年3月まで放送されていたラジオ番組。放送時間は毎週水曜日13時30分から15時26分だった。
前身番組『三代澤・宮根・桜井のこころ晴天』（1995年10月-2000年3月）を母体とする形で、2000年4月『三代澤・宮根・桜井のスラスラ水曜日』として放送開始。
出演者変更により2006年8月23日-9月27日には『三代澤・桜井のスラスラ水曜日』、2006年10月-2009年7月1日は『三代澤・桜井・やすともスラスラ水曜日』、2009年7月8日-2010年3月31日は『柴田・桜井・やすとものスラスラ水曜日』として放送された。
ABCラジオでは、平日この時間帯（13時30分から15時26分）を総称してABCパワフルアフタヌーンと題している。
2007年6月13日の放送ではスタジオを飛び出し宮崎県庁隣の物産館からの生放送を実施した。ただし、桜井はスケジュールの関係でABCのスタジオでの留守番となり実質二元放送となった。

## 出演者

### 放送終了時
- 柴田博（ABCアナウンサー、2009年7月8日～2010年3月）
- 桜井一枝（番組開始以来唯一のレギュラー出演者）
- 海原やすよ・ともこ （2006年10月～2010年3月）

### 過去
- 宮根誠司（元ABCアナウンサー）

宮根誠司は読売テレビ（ytv）の午後の生番組「情報ライブ ミヤネ屋」（2006年7月31日スタート、スタート当時は平日15:50～17:50、現在は日本テレビ系列全国ネットで平日13:55～15:50）の司会に専念するため、2006年8月2日の放送をもって番組を降板した。宮根はABCアナウンサー時代から出演し、フリーになってからも引き続き出演していた。
- 三代澤康司（ABCアナウンサー）

土曜日午前に放送されていた「ドッキリ!ハッキリ!三代澤康司です」が月～金曜午前の帯番組化することに伴い降板。

## 週替りゲスト
宮根誠司が降板後、全国高校野球選手権大会実況中継による番組休止を挟み、2006年8月23日の番組再開から10月の秋改編までの繋ぎとして「週替わりゲスト」を招いて放送した。このゲストのうち、8月30日に出演した海原やすよ・ともこが10月改編から正式レギュラーとなった。
- 週替わりゲストの顔ぶれ

8月23日・・・　桂雀々
8月30日・・・　海原やすよ・ともこ
9月6日・・・　なすなかにし
9月13日・・・　月亭八光
9月20日・・・　原田伸郎
9月27日・・・　チュートリアル

## タイムテーブル
13:30　オープニング
14:00　ABC朝日ニュース　
14:32　聞かなきゃソングソング
14:40　FTCラジオショッピング
14:45　ABC天気予報　
14:48　ABC交通情報
14:50　井上公造芸能ネットワーク
14:58　アップアップテレフォン
15:00　ABC朝日ニュース（提供：柿の葉すし本舗たなか）
15:06　アップアップスタジアム
15:15　生コマーシャル
15:20　エンディングまでの繋ぎ
15:25　一万円キーワード～エンディング

## 主なコーナー
- おっさんミュージックギャラリー・ポップ対歌謡曲（かつて放送された同名番組のリメーク的内容）
- 聞かなきゃソングソング
- 井上公造の芸能ネットワーク
- アップアップテレフォン（提供:ベビー印の上野砂糖）
- 一万円キーワード

## 過去のコーナー
- 三代澤・宮根・桜井のずぼらジャーナル

当番組の直前に放送されていた『竹村健一のずばりジャーナル』（ニッポン放送制作の相互ネット番組）のパロディコーナー。時事の話題を三代澤と桜井で掛け合いながら、宮根が渦中の人物や話題のモノに扮した後に、ダジャレでオチをつける。脚本担当の構成作家の逝去により、2004年10月27日の放送で終了。
- これなあに?

※1995年には、番組中で突然「ホテルプラザでディナーショーをやる」と宣言し、みごとに実現。チケットは即完売し週刊誌にも掲載された。